# ميشيل تومسون
ميشيل تومسون (بالإنجليزية: Mychel Thompson)‏ مواليد 1 يونيو 1988 في لوس أنجلوس، هو لاعب كرة سلة أمريكي. بدأ مسيرته الاحترافية في سنة 2011. يلعب في دوري الرابطة الوطنية لفئة التطوير. يحمل الرقم 15. يبلغ طوله 6 قدم 7 بوصة (2.0 م).

## المسيرة الاحترافية
لعب مع إري بايهوكس في سنة 2011، ثم لعب مع كليفلاند كافالييرز في موسم 2011–2012، ثم لعب مع إري بايهوكس في موسم 2012–2013، ثم لعب مع بالاكانسترو فاريزي في الدوري الإيطالي في سنة 2015.

## إحصائيات المسيرة

### الموسم الاعتيادي
| السنة   | الفريق             | لعب | بدأ | دقيقة | ميداني% | ثلاثية | حرة  | ارتداد | صنع | استلاب | تصدي | نقطة |
| ------- | ------------------ | --- | --- | ----- | ------- | ------ | ---- | ------ | --- | ------ | ---- | ---- |
| 2011–12 | كليفلاند كافالييرز | 5   | 3   | 19.0  | .292    | .364   | .000 | 1.0    | 1.4 | .4     | .2   | 3.6  |
| المسيرة | المسيرة            | 5   | 3   | 19.0  | .292    | .364   | .000 | 1.0    | 1.4 | .4     | .2   | 3.6  |

## روابط خارجية
- ميشيل تومسون على موقع الاتحاد الدولي لكرة السلة (الإنجليزية)
- ميشيل تومسون على موقع إن بي أي (الإنجليزية)
- ميشيل تومسون على موقع سبورتس رفرنس (الإنجليزية)
- ميشيل تومسون على موقع كرة السلة الأوروبية.كوم (الإنجليزية)
- ميشيل تومسون على موقع كلية كرة السلة في سبورتس رفرنس.كوم (الإنجليزية)
- ميشيل تومسون على موقع ريلجم (الإنجليزية)
- ميشيل تومسون على موقع بروبوليرز (الإنجليزية)
- ميشيل تومسون على موقع سبورتس رفرنس (الإنجليزية)
- ميشيل تومسون على موقع سبورتس رفرنس (الإنجليزية)